# 何卫东
何卫东（1957年5月—），祖籍江苏鹽城市东台许河，生於福建南平，中国共产党、中华人民共和国政治人物，副国级领导人。中国人民解放军高级将领、上将军衔，現任中共中央政治局委员、中共中央军委副主席，2023年3月兼任中華人民共和國中央军委副主席。
曾任东部战区司令员、31集团军参谋长，與苗華同被視為習近平福建派系的主要成員、習的親信之一。2025年3月後，何衛東未再公開履職，外電指其已被停職審查；若其属实，何卫东将成為1989年以來首位任内下马的中央軍委副主席。

## 履历
1972年12月，何在福建南平初中毕业后应征入伍，编入陆军第九十一师侦察连，在基层担任战士、班长近6年，1978年获得提干机会，被推荐前往陆军指挥学院就读。1978年11月加入中国共产党，1981年毕业于陆军指挥学院，2001年就读于国防科技大学。
历任某侦察分队战士、陆军指挥学院学员、侦察参谋、侦察营教导员、侦察处副处长、处长；师参谋长、第92摩步旅旅长、第86摩步师师长。
2007年6月，任31集团军参谋长。
2008年7月，任31集团军副军长，晋升少将军衔。
2013年1月，升任南京军区副参谋长。
2013年7月，任江苏省军区司令员。
2014年3月，任上海警备区司令员。
2015年2月，接替朱生岭任中共上海市委常委。
2016年5月，任西部战区副司令员兼陆军司令员。
2017年7月，晋升中将军衔。2018年2月24日，当选为第十三届全国人大代表。
2019年12月，何卫东晋升上将军衔，提任东部战区司令员，接替將退役的劉粵軍將軍。当时已年62岁，将达副战区级退役年龄。
2022年3月，何衛東出席第十三届全国人民代表大会第五次会议解放軍武警代表團會議，期間佩戴中央軍委臂章。《新华日报》9月報道，林向阳將軍以東部戰區司令員身份出席已故軍人紀念日，意味着何衛東已不再担任東部戰區司令員职务。同年9月21日，何在北京市出席国防和军队改革研讨会期間，佩戴印有「中央军委联合作战指挥中心」的臂章，意味着他已任職军委聯指中心。
2022年10月23日，中共二十届一中全会上，何卫东成为第二十届中共中央政治局委員和中共中央军委副主席。
2023年3月，任職中華人民共和國中央军委副主席。
2025年3月全國兩會後，何衛東從公眾視野中消失。他缺席了4月2日的軍委首都義務植樹活動、4月8日的中央周邊工作會議、4月25日的中共中央政治局會議。4月11日，英国《金融时报》引述消息称，何卫东涉嫌贪腐，已被停止職務接受審查。
對於何衛東落馬傳聞，中國國防部發言人3月27日答問時僅表示「沒有這方面的消息、不了解這方面的情況」，4月24日表示「我們此前已就此問題作回應」。5月9日前後，中华人民共和国国防部官网清空了此前关于何卫东的活動報導。
6月8日的許其亮遺體告別式，中共中央总书记习近平，以及不克親身出席的胡錦濤等前領導人都致送花圈，24名中共中央政治局委員中唯獨缺少何衛東的署名，進一步證實其失勢。